# 城桐央
城桐央是日本的自由游戏剧本作家。

## 概要
在2007年7月27日发售的Key社作品Little Busters!中，城桐央首次创作游戏剧本，担任了两条角色路线的剧本作家。Key社于2008年7月25日发售Little Busters!的成人向化作品Little Busters! EX，其中城桐央除了前作的两条角色路线外，还担任了一条新增加的角色路线的剧本作家。由于上述两作中城桐央负责的能美·库特莉亚芙卡路线很受玩家欢迎，Key社于2010年6月25日发售了库特线的后传作品Kud Wafter，剧本由城桐央创作。
城桐央还曾经担任两首Little Busters!的角色音乐和两首Kud Wafter的乐曲的作词。
城桐央除了创作自己参与创作的游戏的官方小说和外传小说外，还热衷于同人小说的创作，先后在网络上连载了数部与Little Busters!相关的小说，他的一篇同人小说收录在了C80发售的一本同人小说集里。

## 作品

### 剧本
- Little Busters![1]（能美·库特莉亚芙卡路线剧本、三枝叶留佳路线剧本、枣铃路线剧本的一部分[7]）
- Little Busters! EX（能美·库特莉亚芙卡路线剧本、三枝叶留佳路线剧本、二木佳奈多路线剧本、枣铃路线剧本的一部分[7]）
- Kud Wafter[2]

### 音乐
- raison （作詞，出自）[3]
- （作詞，出自）[3]
- （作詞，Kud Wafter片尾曲）[4]
- （作詞，Kud Wafter插入曲）[4]

### 小说

#### Little Busters!官方小说
- [6]

#### 外传小说
- С кем поведешься от того и наберешься
- Stars far away
- [5][6]

#### 网络小说
- Spica talk※停止公開
- Star seeker※停止公開
- Star Seeker
- SPICA TALKS[5]

#### 同人小说
- circular∴w/pitch .pre publish ver.（收录于C80发售的，P.2-10）[6]